# Krombeinella
Krombeinella — род ос-немок из подсемейства Myrmosinae.

## Распространение
В Палеарктике 15 видов, в Европе около 10 видов. Для СССР указывалось около 2 видов.

## Описание
Мелкие и среднего размера пушистые осы (4—13 мм). Глаза опушенные. Голова за глазами удлинённая. Вершина 1-го тергита брюшка обычно с перевязью цвета слоновой кости. Глазки развиты. Передний край лба самок со срединным отростком или продольным килем. Паразиты пчёл и ос.

## Систематика
Около 15 рецентных видов. Род был назван в честь крупного американского энтомолога Карла Кромбайна (Karl V. Krombein, специалиста по осам, нашедшего более 1000 новых для науки видов).

### Виды Европы
- Krombeinella aterrima (Suárez, 1959) (=Myrmosa aterrima)
- Krombeinella baetica Suárez, 1981
- Krombeinella beaumonti (Invrea, 1952)
- Krombeinella longicollis (Tournier, 1889)
- Krombeinella nigriceps (S. Saunders, 1850)
- Krombeinella obscuripes (Tournier, 1889)
- Krombeinella spinolae (Lepeletier, 1845)
- Krombeinella thoracica (Fabricius, 1793) typus
- Krombeinella thracia (Suárez, 1963)
- Krombeinella wolfi (Invrea, 1963)
- Другие виды